# Provincia di Ankara
La provincia di Ankara (in turco Ankara ili) è una provincia della Turchia.
Dal 2012 il suo territorio coincide con quello del comune metropolitano di Ankara (Ankara Büyükşehir Belediyesi).

## Geografia antropica

### Suddivisioni amministrative

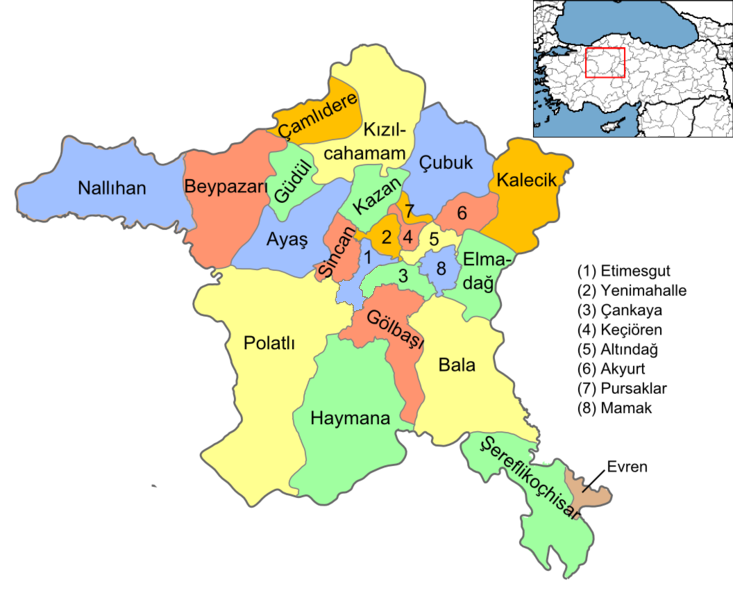
I distretti della Provincia di Ankara

La provincia è divisa in 25 distretti:
| - Akyurt - Altındağ - Ayaş - Bala - Beypazarı - Çamlıdere - Çankaya - Çubuk - Elmadağ - Etimesgut - Evren - Gölbaşı - Güdül | - Haymana - Kalecik - Kazan - Keçiören - Kızılcahamam - Mamak - Nallıhan - Polatlı - Pursaklar - Sincan - Şereflikoçhisar - Yenimahalle |

Fanno parte della provincia 67 comuni e 787 villaggi.
Fino al 2012 il comune metropolitano di Ankara era formato dalle aree urbane dei distretti di Altındağ, Akyurt, Ayaş, Bala, Çankaya, Çubuk, Elmadağ, Etimesgut, Gölbaşı, Kalecik, Kazan, Keçiören, Mamak, Pursaklar, Sincan e Yenimahalle.